# Daishi
Daishi (jap. 大師 dosł. wielki nauczyciel, mistrz) – tytuł buddyjski, na ogół nadawany po śmierci.